# Ягунькіно (Аліковський район)
Ягу́нькіно (рос. Ягунькино, чув. Якунькă) — присілок у складі Аліковського району Чувашії, Росія. Входить до складу Яндобинського сільського поселення.
Населення — 160 осіб (2010; 191 у 2002).
Національний склад:
- чуваші — 100 %